# Red Aleluya Argentina
Red Aleluya Argentina es una estación de radio argentina que transmite desde la ciudad de Buenos Aires.
Es la versión para Argentina de Rede Aleluia, cadena brasileña que también cuenta con filiales en Uruguay, Chile, Bolivia, Paraguay, Venezuela, Ecuador, Panamá y recientemente en Colombia.

## Historia
Comenzó a transmitir en la licencia donde operaba Alfa (antes Kost, Buenos Aires, FM Milenium, La Rocka y Rock & Pop), otorgada por el Estado a La Iglesia Universal del Reino de Dios.

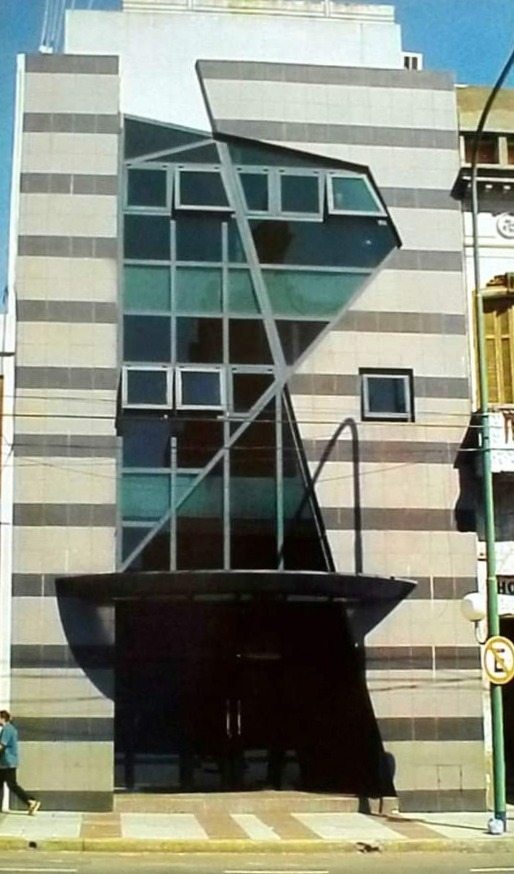
Avenida Entre Ríos 1931: Instalaciones donde funcionan los estudios de la emisora y que comparte con Radio Buenos Aires

## Programación
Actualmente tiene al aire una grilla que se compone de espacios de la Iglesia universal del Reino de Dios y de segmentos de música programada anunciados por locutores de turno.